# Dřevčice
Dřevčice (en allemand : Drewtschitz) est une commune du district de Prague-Est, dans la région de Bohême-Centrale, en République tchèque. Sa population s'élevait à 811 habitants en 2020.

## Géographie
Dřevčice se trouve à 4 km au sud-ouest de Brandýs nad Labem-Stará Boleslav et à 18 km au nord-est de Prague.
La commune est limitée par Brandýs nad Labem-Stará Boleslav au nord, par Zápy à l'est, par Svémyslice et Jenštejn au sud, et par Podolanka à l'ouest.

## Histoire
La première mention écrite de la localité date de 1052.